# دائرة الحساسنة
دائرة الحساسنة هي إحدى دوائر ولاية سعيدة الجزائرية تشتهر بالحمام المعدني لعين السخونة الذي يشفي عظدا من الامراض الجلدية كما تشتهر بفرسانها (الخيالة(بالهجة الجزائرية)) و الشعر الجزائري  .